# Francesco Esposito
Francesco Esposito (Castellammare di Stabia, 4 de marzo de 1955) es un deportista italiano que compitió en remo.
Ganó once medallas en el Campeonato Mundial de Remo entre los años 1980 y 1994. Participó en los Juegos Olímpicos de Los Ángeles 1984, ocupando el quinto lugar en la prueba de doble scull.
En 1996 recibió la Medalla Thomas Keller de la FISA.

## Palmarés internacional
| Campeonato Mundial | Campeonato Mundial            | Campeonato Mundial | Campeonato Mundial  |
| Año                | Lugar                         | Medalla            | Prueba              |
| ------------------ | ----------------------------- | ------------------ | ------------------- |
| 1980               | Malinas (Bélgica)             | Medalla de oro     | Doble scull ligero  |
| 1981               | Múnich (RFA)                  | Medalla de oro     | Doble scull ligero  |
| 1982               | Lucerna (Suiza)               | Medalla de oro     | Doble scull ligero  |
| 1983               | Duisburgo (RFA)               | Medalla de oro     | Doble scull ligero  |
| 1984               | Montreal (Canadá)             | Medalla de oro     | Doble scull ligero  |
| 1985               | Malinas (Bélgica)             | Medalla de plata   | Doble scull ligero  |
| 1988               | Milán (Italia)                | Medalla de oro     | Doble scull ligero  |
| 1990               | Tasmania (Australia)          | Medalla de oro     | Cuatro scull ligero |
| 1992               | Montreal (Canadá)             | Medalla de oro     | Cuatro scull ligero |
| 1993               | Račice (República Checa)      | Medalla de bronce  | Doble scull ligero  |
| 1994               | Indianápolis (Estados Unidos) | Medalla de oro     | Doble scull ligero  |